# Mesochorus pyrenaeus
Mesochorus pyrenaeus är en stekelart som beskrevs av Schwenke 1999. Mesochorus pyrenaeus ingår i släktet Mesochorus och familjen brokparasitsteklar. Inga underarter finns listade i Catalogue of Life.